# Centro de Pesquisa de Voo Neil A. Armstrong
O Centro de Pesquisa de Voo Armstrong, localizado dentro da Base Aérea de Edwards, também conhecido como Centro de Pesquisa de Voo Dryden (DFRC), é um centro de pesquisa aeronáutica operado pela NASA. O centro foi originalmente nomeado em homenagem a Hugh Latimer Dryden, um engenheiro aeronáutico proeminente que no momento da sua morte, em 1965, tornou-se vice-administrador da NASA. O centro é uma das maiores instalações que compõem a infraestrutura da NASA para projetos de desenvolvimento focado principalmente na aviação.
No dia 1 de março de 2014, o centro foi renomeado em homenagem a Neil Armstrong, o primeiro homem a caminhar na Lua, passando seu nome de Centro de Pesquisa  de Voo Dryden para Centro de Pesquisa de Voo Armstrong.